# William Ross Macdonald
Pour les articles homonymes, voir William Macdonald et Macdonald.
William Ross Macdonald (15 décembre 1891-28 mai 1976) est un homme politique canadien de l'Ontario. Il est député fédéral libéral de la circonscription ontarienne de Brantford City et de Brantford de 1935 à 1953. Il est aussi le 22e président de la Chambre des communes du Canada.

## Biographie
Né à Toronto en Ontario, Macdonald étudie à l'Université de Toronto et à la Osgoode Hall Law School. Il pratique ensuite le droit à Brantford et s'enrôle dans le Corps expéditionnaire canadien durant la Première Guerre mondiale. 

### Carrière politique
Macdonald brigue la nomination afin de devenir candidat libéral  dans la circonscription de Brantford City en 1926, mais la perd par une marge d'une seule voix. Nommé candidat en 1930, il perd l'élection mais parvient à prendre la circonscription en 1935. Il est réélu 1940, 1945 et dans Brantford en 1949.
Durant la Seconde Guerre mondiale, Macdonald supporte la conscription. Sa position se résume par la citation suivante : « Il y a une victoire à remporter et cela ne peut être accompli que par tous les Canadiens qui participent. » (There is a victory to be won and that can be accomplished only by every Canadian taking part). Après la guerre, il occupe la fonction de vice-président (1945-1949) et de président de la Chambre des communes du Canada (1949-1953).
Lors de son mandat à titre de président, il bannit l'utilisation d'instrument de musique en chambre. Ceci survient alors que le député Daniel McIvor de Fort-William utilise une flute lors d'un appel au vote en juin 1950.
En 1953, le gouverneur général du Canada Vincent Massey nomme, sous recommandation du premier ministre Louis St-Laurent, Macdonald au Sénat du Canada où il devient leader du gouvernement au Sénat et ministre sans portefeuille dans le cabinet fédéral. De 1954 à la défaite libérale en 1957, il occupe la fonction de solliciteur général du Canada.
Devenu leader de l'opposition au Sénat en 1957, il redevient représentant du gouvernement au Sénat jusqu'à son retrait du cabinet en 1964. De 1964 à 1972, il est le second chancelier de l'Université luthérienne de Waterloo. 
En 1968, le gouverneur général Roland Michener le nomme lieutenant-gouverneur de l'Ontario sous recommandation du premier ministre Lester Pearson. Il occupe la fonction jusqu'en 1974.
Nommé officier de l'Ordre du Canada en 1974, l'école ontarienne pour les aveugles de Brantford (Ontario School for the Blind) est renommée W. Ross Macdonald School (en) en son honneur.
Il meurt à Toronto à l'âge de 84 ans.